# Bibiheybətdə neft fontanı yanğını
Bibiheybətdə neft fontanı yanğını je ruský němý film z roku 1898. Režisérem je Aleksandr Mişon (1858–1921). Film trvá zhruba půlminuty a jedná se o jeden z prvních filmů natočených v Ázerbájdžánu. Film byl natočen ve vesnici Bibiheybət v Ázerbájdžánu 6. srpna 1898. Film byl v roce 1900 uveden na světové výstavě v Paříži.
Aleksandr Mişon se usadil v Baku v roce 1898 a natočil tam devět filmů.

## Děj
Film zachycuje mohutný požár ropných vrtů v Baku, který se později rozšířil i do okolních oblastí.